# Colonia Acaray
Colonia Acaray ou Acaray é uma localidade do departamento de Alto Paraná, no Paraguai. Pertence ao distrito de Hernandarias